# Li Shixing

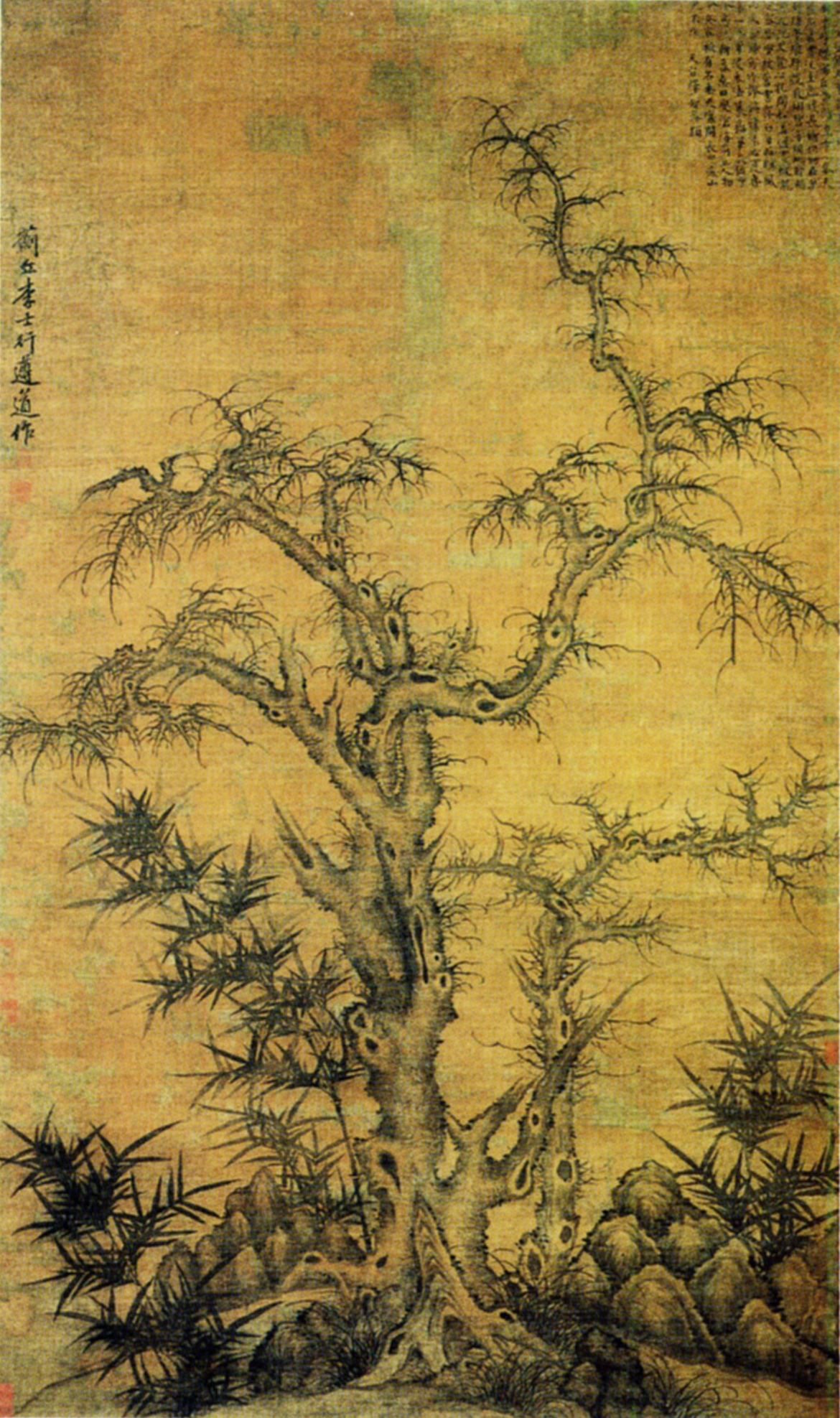
Verschrompelde boom, bamboe en rotsblokken
(枯木竹石图) collectie Shanghai-museum

Li Shixing (Chinees: 李士行; ca. 1282–1328) was een Chinees kunstschilder die actief was tijdens de Yuan-periode. Zijn omgangsnaam was Zhun Dao.
Li Shixing was geboren in het huidige Peking. Hij was de zoon van de beroemde bamboeschilder Li Kan. Net als zijn vader specialiseerde Li Shixing in bamboeschilderingen en daarnaast in shan shui-landschappen.
- Library of Congress Control Number: nr96022308